# NGC 2855
NGC 2855 este o galaxie lenticulară situată în constelația Hidra. A fost descoperită în 19 martie 1786 de către William Herschel. Se află la o distanță de 23,33 de megaparseci de Pământ.